# トレバー・イメルマン
トレバー・イメルマン（Trevor Immelman, 1979年12月16日 - ）は、南アフリカ・ケープタウンパールバレー出身のプロゴルファー。2008年のマスターズ・トーナメント優勝者になった選手である。これまでにアメリカPGAツアーで2008年マスターズを含む2勝、国際試合で6勝を挙げており、2003年のEMCワールドカップでロリー・サバティーニと組んだ優勝もある。
父親のヨハン・イメルマンは、南アフリカを拠点にするゴルフツアー組織「サンシャイン・ツアー」の理事を務めている。トレバーは9歳年上の兄の後を追うようにして、5歳からゴルフを始め、12歳でスクラッチ・プレーヤー（ゴルフ用語：ハンデキャップ0の選手）になる技量を身につけた。13歳から17歳まで「アフリカ・ジュニアゴルフ協会」のツアーを回り、1999年1月1日に19歳でプロ入りする。2000年にサンシャイン・ツアーの「ボーダコム・プレーヤーズ選手権」でプロ初優勝。3年後の2003年、イメルマンは当時世界ゴルフ選手権シリーズに組み入れられていた「EMCワールドカップ」でロリー・サバティーニとコンビを組み、南アフリカ・チームに2年ぶり5度目の優勝をもたらした。
ワールドカップ優勝に先立つ頃から、イメルマンは欧州PGAツアーで成績を伸ばし始め、2003年と2004年の「南アフリカ航空オープン」で2連覇を達成した。2004年にはヨーロッパツアーの高額賞金大会「ドイツ銀行SAPオープン」でも優勝する。2003年から2005年まで、彼はヨーロッパツアーとアメリカツアーに掛け持ち参戦をしていたが、2006年からアメリカツアーに活動の場を移し、同年7月の「シアリス・ウエスタン・オープン」でアメリカ初優勝を遂げた。しかし2007年は体調不良に苦しみ、12月初頭の「南アフリカ航空オープン」を第1ラウンドだけで棄権する。右肋骨に損傷が見つかり、横隔膜にできた良性腫瘍の摘出手術を受けた。
2008年のマスターズ・トーナメントで、トレバー・イメルマンは初日からトップに立ち、最後まで1度も首位を譲らない「完全優勝」でメジャー大会初優勝を決めた。4日間の通算スコアは -8 アンダーパー（68＋68＋69＋75＝280ストローク）であった。南アフリカ出身の選手によるマスターズ優勝は、ゲーリー・プレーヤー以来2人目の快挙となる。プレーヤーは1961年・1974年・1978年にマスターズで3勝を挙げた往年の名選手であり、イメルマンは南アフリカ人選手として30年ぶりのマスターズ優勝を達成した。

## プロ優勝 (11)

### PGAツアー (2)
| Legend                  |
| Major championships (1) |
| Other PGA Tour (1)      |

| No. | Date         | 大会                     | 優勝スコア            | 2位との差 | 2位                                |
| --- | ------------ | ------------------------ | --------------------- | --------- | ---------------------------------- |
| 1   | 2006年7月9日 | ウェスタン・オープン     | −13 (69-66-69-67=271) | 2打差     | タイガー・ウッズ, マシュー・ゴギン |
| 2   | 2008年4月    | マスターズ・トーナメント | −8 (68-68-69-75=280)  | 3打差     | タイガー・ウッズ                   |

### ヨーロピアンツアー (4)
| Legend                  |
| Major championships (1) |
| Other European Tour (3) |

| No. | Date          | 大会                                   | 優勝スコア            | 2位との差 | 2位（タイ）                                        |
| --- | ------------- | -------------------------------------- | --------------------- | --------- | -------------------------------------------------- |
| 1   | 2003年1月12日 | South African Airways Open1            | −14 (70-71-66-67=274) | Playoff   | ティム・クラーク                                   |
| 2   | 2004年1月18日 | South African Airways Open1 (2)        | −12 (71-69-69-67=276) | 3打差     | アラステア・フォーサイス, スティーブ・ウェブスター |
| 3   | 2004年5月23日 | Deutsche Bank - SAP Open TPC of Europe | −17 (65-72-69-65=271) | 1打差     | パドレイグ・ハリントン                             |
| 4   | 2008年4月13日 | マスターズ・トーナメント               | −8 (68-68-69-75=280)  | 3打差     | タイガー・ウッズ                                   |

1 サンシャインツアーとの共催

### サンシャインツアー (5)
| No. | Date           | 大会                            | 優勝スコア            | 2位との差 | 2位（タイ）                                        |
| --- | -------------- | ------------------------------- | --------------------- | --------- | -------------------------------------------------- |
| 1   | 2000年12月10日 | ボーダコム・プレーヤーズ選手権  | −9 (67-75-68-69=279)  | 3打差     | アーニー・エルス, ティッチ・ムーア                 |
| 2   | 2003年1月26日  | ディメンションデータプロアマ    | −17 (67-68-65-71=271) | 1打差     | アンドリュー・マクラーディ, ブルース・ヴォーン     |
| 3   | 2003年1月12日  | South African Airways Open1     | −14 (70-71-66-67=274) | Playoff   | ティム・クラーク                                   |
| 4   | 2004年1月18日  | South African Airways Open1 (2) | −12 (71-69-69-67=276) | 3打差     | アラステア・フォーサイス, スティーブ・ウェブスター |
| 5   | 2007年12月2日  | ネッドバンク・ゴルフチャレンジ  | −16 (67-66-67-72=272) | 1打差     | ジャスティン・ローズ                               |

1 ヨーロピアンツアーとの共催

### Web.comツアー優勝 (1)
| No. | Date         | 大会                       | 優勝スコア            | 2位との差 | 2位                    |
| --- | ------------ | -------------------------- | --------------------- | --------- | ---------------------- |
| 1   | 2013年9月1日 | ホテル・フィットネス選手権 | −20 (67-66-69-66=268) | 1打差     | パトリック・カントレー |

### チャレンジツアー (1)
| No. | Date          | 大会             | 優勝スコア            | 2位との差 | 2位                  |
| --- | ------------- | ---------------- | --------------------- | --------- | -------------------- |
| 1   | 2000年3月12日 | ケニア・オープン | −14 (67-69-67-67=270) | 4打差     | ヘンリク・ステンソン |

### その他優勝 (1)
- 2003 WGCワールドカップ (団体, with ロリー・サバティーニ)